# Westböhmisches Bäderdreieck
Unter dem Westböhmischen Bäderdreieck versteht man die drei tschechischen Kurorte Karlsbad (Karlovy Vary), Franzensbad (Františkovy Lázně) und Marienbad (Mariánské Lázně). Die drei Städte liegen in der Karlsbader Region in Westböhmen. Marienbad und Franzensbad gehören zum Bezirk Eger, Karlsbad zum gleichnamigen Bezirk. In allen drei Heilbädern entspringen mehrere Heilquellen. Seit 2021 gehören sie mit anderen bedeutenden Kurstädten Europas zum UNESCO-Welterbe.